# Kazimieras Bizauskas

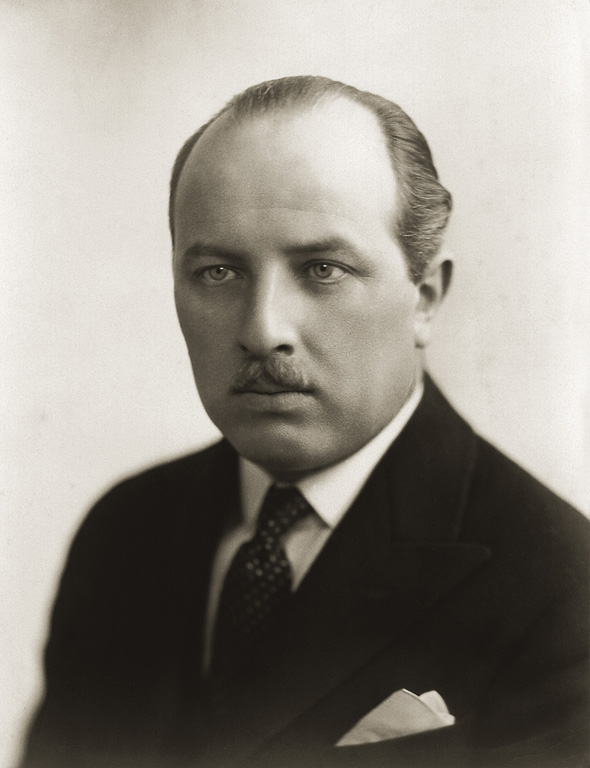
Kazimieras Bizauskas.

Kazimieras Bizauskas (1893 - 1941) fue un diplomático y escritor lituano, uno de los veinte signatarios de la Declaración de Independencia de Lituania. Después de la ocupación de los Estados bálticos por la Unión Soviética, fue arrestado por la NKVD en 1940. Fue asesinado por los soviéticos los tras la invasión alemana el 22 de junio de 1941.